# Pukarzów (województwo łódzkie)
Pukarzów – wieś w Polsce położona w województwie łódzkim, w powiecie radomszczańskim, w gminie Żytno, nad Pilicą.
W latach 1975–1998 miejscowość położona była w województwie częstochowskim.

## Historia
Wieś pojawia się w dokumentach po raz pierwszy w roku 1368 jako własność opactwa cystersów w Koprzywnicy, a potem była to własność królewska. Od końca XIV wieku miejscowość przeszła w ręce prywatne. Najpierw należała do rodu Pukarzewskich herbu Szreniawa, a potem do Przerębskich.

## Zabytki
Według rejestru zabytków Narodowego Instytutu Dziedzictwa na listę zabytków wpisany jest obiekt:
- zamek z XVI wieku w ruinie - zachowała się owalna wyspa (kopiec) wśród stawów rybnych z fundamentami dworu na planie prostokąta, który być może posiadał okrągłą wieżą od południa i półokrągłą dobudówką od północy[4]. Podczas badań przeprowadzonych w 1972 r. znajdowano ułamki naczyń, kafle piecowe, elementy uprzęży, ostrogę i inne zabytki. Nr rej.: 742 z 27.12.1967 roku.